# Алтинарик (Аксуський район)
Алтинари́к (каз. Алтынарық) — село у складі Аксуського району Жетисуської області Казахстану. Входить до складу Жансугуровського сільського округу.
Населення — 653 особи (2021; 705 у 2009, 822 у 1999, 1253 у 1989).

## Історія
У радянські часи село називалось Каракемер або Каракемір